# Мартін Вегеліус
Ма́ртін Веґе́ліус (швед. Martin Wegelius; 10 листопада 1846 — 22 березня 1906) — фінський композитор, диригент, педагог і музично-громадський діяч.

## Біографія
Музиці навчався в Відні (1870—1871) і Лейпцигу (1871—73 і 1877—78). Був диригентом «Фінської опери» (1878—79). У 1882 році заснував Гельсінгфорський музичний інститут (з 1939 року — Академія імені Сібеліуса), директором якого був до кінця життя. Вегеліусу належить ряд симфонічних, хорових та інших творів, а також численні музикознавчі праці, музично-критичні статті та інше. Вегеліус виховав ряд найвизначніших фінських композиторів, таких як Ян Сібеліус, Армас Ярнефельт, Ерккі Мелартін, Тойво Куула та інших.

## Джерело
Энциклопедический словарь : в 86 т. (82 т. и 4 доп.). — СПб. : Ф. А. Брокгауз, И. А. Ефрон, 1890—1907. (рос.)
1. ↑  Martin Wegelius — SLS.
2. ↑  Вегелиус, Мартин // Варлен — Венглейн (БСЭ1) — 1928. — Т. 9. — С. 138.

|  | Це незавершена стаття про композитора. Ви можете допомогти проєкту, виправивши або дописавши її. |